# 玉の井バラバラ殺人事件
玉の井バラバラ殺人事件（たまのいバラバラさつじんじけん）は、1932年（昭和7年）3月7日に東京府南葛飾郡寺島町（現在の東京都墨田区）で発覚した殺人事件。この事件によって、殺害された被害者の遺体を切り刻む猟奇殺人の名称として「バラバラ殺人」が定着した。

## 事件の概要
玉の井とは1923年の関東大震災以降に発展した私娼街のことである。その玉の井付近に通称「お歯黒どぶ」という動物の死骸などが遺棄されるなど非常に汚れた下水溝があった。1932年3月7日朝、近所の幼女が下駄をそこに落としたので、親が棒でつついていたところ、底から血らしいものが滲むハトロン紙の包みが浮かびあがってきた。午前9時頃、近くの長浦巡査派出所（寺島警察署管内）に通報があり、見張り勤務中の巡査が現場に行ってみたところ、同じような包みが2個あったので、ちょうど来合わせたもう一人の巡査とともに包みを引き上げて開いてみたところ、1個は上胸部胴体で首と両手を鋸のようなもので切り取られており、もう1個は腰部胴体で両足を切り取ったものであった。また反対側の溝からも、同じような紙包みの男の首が発見された。
急報を受けて寺島警察署からは浦島署長自らが出動、更に本庁からも捜査第一課長および鑑識係長が応援に駆けつけて検証した結果、この3つの包は同一人物で、撲殺死体であると判明した。しかし指紋採取のために必要な手足部分の遺体は発見できず、また発見された部分についても、死後1ヶ月ほど経過した上に下水に漬かっていたことから、人相は著しく変わっており、右上の犬歯が八重歯であることと、額が富士額であるという2点がかろうじて特徴として認められるのみであった。このことから被害者の身元判明にも難渋し、寺島警察署に設置されていた捜査本部も4月28日には解散し、事実上は捜査打ち切りの状態となっていた。
しかし所轄の寺島警察署署長であった浦川警視は責任を痛感し、捜査本部開設中は毎朝白鬚神社に参拝して犯人検挙の祈願をするほどであった。そして9月6日に捜査第一課長に転任すると、26日、東京水上警察署に対して特に捜査継続の要請を行った。これを受けて27日、水上警察署長は全署員に対して、事件発覚当時の手配指示通達を再度引用して訓示を行った。枕橋巡査派出所のI巡査は、この訓示を聞いてそのまま派出所勤務についたが、勤務中、訓示にあった被害者の特徴が、3年前に不審尋問をしてあれこれ面倒を見てやった女児連れのホームレス男性と一致することに思い当たった。I巡査はその親子の名前と本籍地を記録しており、直ちに署長に申し出た。
署長は、直ちに同署の刑事2名に特命し、I巡査が世話を焼いてやったホームレス男性Tの所在調査を開始した。警視庁の各署に対して電報で照会したところ、本富士警察署より、同姓名のものが本郷区湯島新花町H方に同居ありとの回答を受けた。刑事たちは直ちにHを訪問したところ、女児は今もいるものの、Tは金策のために出かけたまま帰ってこないとのことであった。Hに案内されてTの所在を訪ね歩いたものの、T自身はおろか、Tを知っているものすら見つけることはできなかった。並行してHの身辺調査を行ったところ、TとHとが金銭上の問題から大喧嘩をしていたことが判明、改めてHを本署に連行して追及したところ、犯行を自供した。

## 報道
遺体発見の二日前に血盟団による團琢磨暗殺事件が起こっていて、どの新聞社もそれほど大きく扱っていなかったが、1週間後、事件が迷宮入りするかと思われるころから、がぜん報道機関の注目を集めるようになり、さまざまな特集記事が組まれた。
この事件については当初、「コマきれ殺人」、「八つ切り殺人」など、さまざまな表現があったが、東京朝日新聞（現在の朝日新聞）が用いた「バラバラ殺人事件」という表現に統一され、以後の同様の事件報道において定着することになった。
特集記事で最も注目を浴びたのは、江戸川乱歩や浜尾四郎など現役の推理作家の犯人推理である。乱歩は犯人像より犯罪の猟奇性ばかり強調している。浜尾のみ現場からのインタビューで、「家に帰ったがまったく働かない弟に腹を立てた兄が殺したのかもしれない。弟は出稼ぎで働いていたか、上海に行って夢破れたのかもしれない」と、非常に事実に近い推理をしている。浜尾は元検事で実際の犯罪事件に対する知識・経験も豊かであり、東北で深刻化していた飢饉や血盟団事件といった農村と都会の格差や、大陸に渡って夢破れた人々の挫折を、当時の報道から敏感に察知したと思われる。ほかにも毎日新聞の名物記者、楠本重隆が、遺体を包むのに使われた帯芯、紐に付着した猫の毛、そして鰯のうろこから、「鰯を焼くそばで猫が歩いている貧乏長屋で、男女が共謀してひとりの男を殺して、遺体を遺棄するために切断したんだろう」と同僚に述べている。
警察には毎日、我こそ名探偵なりと大勢の人間が押しかけた。江戸川乱歩が犯人だ、サーカス団の仕業だなど、根拠なき犯人説を執拗に繰り返す者たちがいた。遺体を包んでいた紐に猫の毛が付着していた事実から、東京中の猫を1匹残らず集めて同じ毛を持つ猫を見つければ、その猫が犯人宅に導いてくれると無茶苦茶な捜査方法を要求する者など、非常に奇抜な人間が当時の新聞で報道されている。当時のさまざまの新聞を読むと、他社に負けてなるものかと激しい報道合戦が繰り広げられたことがよくわかる。単に現場検証している刑事の写真を掲載して、「八方塞の警察」という見出しを載せたり、玉の井周辺の店の写真と現場の野次馬向けの屋台の写真をわざと隣り合わせに載せたりと、面白おかしく報道するために、どの新聞社も過激な見出しや表現をふんだんに使っている。
バラバラ殺人はすでに大正時代に鈴弁殺し事件の先例が見られたが、早期に真相解明・犯人逮捕に至ったことから、今回の事件ほど長期に渡って報道されることはなかった。

## 犯行の経緯
犯人H（当時39歳）は、妹（当時30歳）と東京帝国大学印刷所職工の弟（当時23歳）とともに被害者の男性T（当時27歳）を自宅本郷湯島新花町で殺害し、遺体をバラバラにし遺棄したものであった。供述から被害者の両手足は弟の勤務先の東京帝国大学の印刷所の空室の床下から、胴体中央部は王子の陸軍火薬庫裏のどぶ川から発見された。
事件前年の4月下旬頃、Hは浅草公園で子連れホームレスのTと知り合った。秋田県の地主の息子だという話を信じて、Hは家族ぐるみでTに近づき、娘ともども自宅に同居させるとともに汐留駅の仲仕という仕事も世話してやった。また更に関係を深めるべく、妹とTとを結びつけようとしたが、この時は妹は前の内夫との子供の出産を控えており、これに応じなかった。しかし5月末に分娩したあと貧血が続き、輸血が必要になった際にTが進んで供血したことや、兄や母が執拗に勧めたこともあって内縁関係になっていた。
しかし実際にはTは一文なしで、貧しい犯人宅に居座ってしまった。追い出そうとすると「（犯人は春画を描いて生計を立てていたため）警察に訴える」と一家の弱みに付け込んで脅迫を行い、働かず酒を飲んでは兄妹に暴力を振るうようになったため、一家は次第にTに殺意を抱くようになっていった。Hと弟はTの殺害を決意し、スパナとバットを準備して機会を伺っていた。ちょうどこの時期、妹の赤ん坊が死亡したことから、弟も印刷所を休み、葬式などを行っていた。これが一段落した2月11日、妹が赤ん坊の位牌に合掌していたところ、Tが「あてつけがましい」といって殴りかかった。止めに入ったHと弟がスパナでTを殴って殺害。なおこの時、同居していたHらの母と、Tの娘は銭湯に行っており、不在であった。
遺体を2日間にわたって兄弟2人でバラバラに切断した後、24日の午後7時頃、まずHが腹の部分を風呂敷に包んで持ち出し、王子で遺棄した。首と胸と腰の3つについては、3月6日午後8時頃、行李につめて妹の手荷物を装い、タクシーで玉の井に運んで遺棄。手足については3月8日朝6時ごろ、前夜から宿直していた弟のところに持ち込んだものであった。
遺棄した時間帯が夕刻であったにもかかわらず、堂々と遺体を持ち運びして遺棄するといった大胆な行動の目撃者は皆無だった。関東大震災後の道路整備により、犯人宅からタクシーに乗ればスムーズに玉の井まで来られたことや、凶作で地方から多くの女性が柳行李ひとつ持って仕事を求める姿が日常茶飯事であったからである。大きな荷物を持ってタクシーに乗っても、運転手にも周囲の者にも怪しまれなかった。バラバラにした動機は猟奇的指向ではなく単に遺体の運搬をしやすくするためであったといえる。
当初Hは弟妹をかばうべく、自分の単独犯行であると主張した。そしてTの遺体をバラバラにした心理を「この足で母を蹴った、この手で妹を殴り、弟を殴った。こうしてやるぞ、こうしてやるぞと歯軋りしながらやった」と供述した。
1934年8月6日、東京地方裁判所はHに殺人罪と死体損壊・遺棄罪で懲役15年、弟に殺人罪で懲役8年、妹は死体損壊および遺棄幇助罪で懲役6ヶ月を言渡した。兄弟は控訴し、1935年12月17日にHは懲役12年、弟は同6年の判決を受けて、服役した。
現在、犯行に使用されたノコギリとスパナは、警視庁本部庁舎内警察参考室に展示されており、警視庁本庁見学（祝日・年末年始を除く月〜金曜日午前・午後各2回実施。6か月前から前日までの予約制）の際、見ることができる。